# Sandwip
Sandwīp är en ort i Bangladesh.   Den ligger i provinsen Chittagong, i den sydöstra delen av landet, 170 km sydost om huvudstaden Dhaka. Sandwīp ligger 7 meter över havet och antalet invånare är 52 152. Den ligger på ön Sandwīp Island.
Terrängen runt Sandwīp är mycket platt. Havet är nära Sandwīp åt sydväst. Det finns inga andra samhällen i närheten.
Trakten runt Sandwīp består till största delen av jordbruksmark.